# شركة
الشَّرِكة هي شكل من أشكال تنظيم الأعمال التجارية. وهي كيان قانوني يمثل اتحادًا للأشخاص، سواء كانوا طبيعيين أو قانونيين أو مزيج من الاثنين معًا بهدف محدد. يشترك أعضاء الشركة في هدف مشترك ويتحدون لتحقيق أهداف محددة ومعلنة. تتخذ الشركات أشكالًا مختلفة مثل:
- الجمعيات التطوعية، والتي قد تشمل المنظمات غير الربحية
- الكيانات التجارية التي تهدف إلى تحقيق الربح
- الكيانات المالية والبنوك
- البرامج أو المؤسسات التعليمية

## تعريف الشركة
الشركة عقد يلتزم بمقتضاه شخصان أو أكثر بأن يساهم كل منهم في مشروع يستهدف الربح بتقديم حصة من المال أو عمل، لاقتسام ما قد ينشأ عنه ربح أو خسارة.

## عقد الشركة
عقد الشركة شأنه شان أي عقد آخر لا ينعقد إلا إذا توافرت له أركان أربعة: الرضا والأهلية والمحل والمسبب.

### الرضا
يشترط لانعقاد الشركة رضا الشركاء بها.
يجب ان يمتد الرضا ليشمل كل بنود العقد وهي: عنوان الشركة ومقدار رأس المال الشركة ومقدار حصة كل شريك في رأس المال بداية ونهاية السنة المالية أسماء الشركاء وغرض الشركة وكيفية إدارتها ومدتها والشكل القانوني.
وتكون الشركة باطلة إذا انعدم الرضا سواء بالنسبة لجميع الشركاء أو احدهم أو كان مشوبا بعيب من عيوب الإرادة كالغلط والتدليس والإكراه، وفي الحالة الأخيرة يكون العقد قابلا للإبطال لمصلحة من شاب العيب رضاه والإكراه نادرا ما يقع في عقد كعقد الشركة بعكس التدليس الذي يقع عادة في شركة المساهمة والغلط الذي يجيز طلب بطلان العقد هو الغلط الجوهري، أي الذي يبلغ حدا من الجسامة بحيث يمتنع معه الشريك عن الدخول في الشركة لو لم يقع في هذا الغلط، كما لو دخل شخص شريكاً في شركة اعتقادا منه أنها شركة ذات مسؤولية محدودة بينما هي في الواقع شركة تضامن.

### الأهلية
الدخول في الشركة تصرف قانوني يجب أن تتوافر لأطرافه الأهلية اللازمة لأبرام عقد الشركة. يختلف أنماط الأهلية المطلوبة لاكتساب صفة الشريك في الشركة باختلاف نوع الشركة والمركز القانوني للشريك. المبدأ العام هو أنه يمكن لأي شخص بلغ من العمر ثمانية عشر عاماً هجرياً ولم يصبه عارض من عوارض الأهلية التي تعدم الأهلية كالجنون والعته أو العوارض التي تنقص الأهلية كالسفه والغفلة أن يكون شريكاً في شركة. اما إذا كان الشخص ناقص الأهلية كالقاصر المميز أو بلغ سن الرشد وكان مصاب بالسفه أو الغفلة فيكون تصرفه المتمثل في دخوله في الشركة قابلاً للإبطال لمصلحته على اعتبار أن الدخول في الشركة من التصرفات الدائرة بين النفع والضرر. لذلك فهناك رأي يرى أن الأهلية اللازمة لإبرام عقد الشركة هي أهلية التصرفات الدائرة بين النفع والضرر لان الشركة من هذا التصرفات.
وينسجم هذا الرأي مع ما تذهب إليه الشريعة الإسلامية فالشريعة لا تجيز للصبي المميز أن يبرم عقد الشركة الا بإذن وليه على اعتبار أن عقد الشركة من قبيل التصرفات المالية الدائرة بين النفع والضرر فإن شارك الصبي دون إذن وليه كان العقد موقوفاً على إذن وليه. غير أنه يجب ملاحظة أن الشريك المتضامن في شركات التضامن وشركتي التوصية بالأسهم والتوصية البسيطة يكتسب صفة التاجر نتيجة انضمامه إلى الشركة وعليه فإنه يلزم أن تتوافر فيه أهلية ممارسة التجارة على النحو الذي سبق شرحه.
وتجدر الإشارة إلى أنه يجوز لولي القاصر أن يستثمر أمواله بالاكتتاب في أسهم شركات المساهمة أو التوصية بالأسهم على اعتبار أن هذا الاستثمار لا يؤدي إلى اكتساب القاصر صفة التاجر ولا إلى تحمل المسؤولية التضامنية والمطلقة عن ديون الشركة إلا في حدود قيمة الأسهم التي يمتلكها.

### المحل
المقصود به الغرض (النشاط) الذي يسعى الشركاء إلى تحقيقه. ويجب أن يكون محل الشركة محدداً وممكناً ومشروعاً وغير مخالف للنظام العام أو الأداب.
لذا تكون الشركة باطلة إذا كان غرضها محرماً كالإنجاز بالخمور والمخدرات والرقيق أو بيع لحوم الخنزير أو الاتجار بالاعضاء البشرية أو إدارة منزل للدعارة والقمار.
ويكون محل الشركة غير ممكن إذا كان الغرض منها مباشرة نشاط جائز في الأصل لكن النظام يحظره على نوع معين من الشركات.
مثاله حظر القيام بأعمال التأمين أو الادخار أو البنوك على الشركات ذات مسؤولية محدودة.
ولذلك تكون الشركة ذات المسؤولية المحدودة باطلة إذا قامت بممارسة أحد هذه الأعمال الثلاثة.

### السبب
اختلفت آراء شراح القانون حول المقصود بالسبب في عقد الشركة.
فيرى فريق أن السبب هو رغبة الشركاء في تحقيق الغرض الذي أنشأت من أجله الشركة. ولذلك يقول أصحاب هذا الرأي أن السبب في عقد الشركة يختلط بالمحل. وعليه فلو أسست شركة لتوزيع الخمور يكون محلها وسببها غير مشروعين.
بينما فريق آخر وهو ما نميل إليه بأن السبب لا يختلط بالمحل وأن السبب في عقد الشركة هو رغبة كل شريك في الحصول على الربح وأن السبب يكون لذلك مشروعاً في كل الصور.

### أنواع
وهناك أنواع مختلفة من الشركات التي يمكن ان تشكل في ولايات مختلفة، ولكن الأكثر شيوعا هي أشكال الشركة:
- شركة محدودة الأسهم. الشكل الأكثر شيوعا للشركة المستخدمة للمشاريع التجارية.
- شركة محدودة بضمان. وتستخدم الشركات حيث يتم تشكيلها لأغراض غير تجارية، مثل النوادي أو الجمعيات الخيرية. أعضاء ضمانا لدفع معينة (عادة ما اسميه (المبالغ إذا كانت الشركة تذهب إلى تصفية معسرا، ولكن على خلاف ذلك ليست لديهم الحقوق الاقتصادية بالنسبة إلى الشركة.
- شركة محدودة بضمان مع حصة رأس المال. أ. الكيان الهجين، وعادة ما تستخدم فيها الشركة شكلت لأغراض غير تجارية، ولكن نشاط الشركة هي المموله جزئيا من المستثمرين الذين يتوقعون العودة.
- شركة ذات مسؤولية غير محدودة. شركة فيها مسؤولية الأعضاء عن ديون الشركة غير محدودة. واليوم ينظر إلى هذه ليست سوى ونادرة في ظروف غير عادية.

ما سبق من أنواع الشركات بصورة عامة يشكلها تسجيل الشركة بموجب التشريعات السارية في مختلف البلاد. تعتبر أقل شيوعا من أنواع الشركات هي:
ميثاق الشركات. قبل رحيل شركات التشريعات الحديثة، وهؤلاء هم فقط من أنواع الشركات. وهي الآن نادرة نسبيا، باستثناء قديمة جدا للشركات التي لا تزال على قيد الحياة) التي لا يزال هناك الكثير، ولا سيما العديد من المصارف البريطانية)، أو المجتمعات الحديثة أن تؤدي وظيفة تنظيمية شبه (على سبيل المثال، بنك انكلترا هي شركة تشكلها حديث الميثاق).
قانوني الشركات. نادر نسبيا اليوم، وبعض الشركات التي تكون قد شكلت من قبل القطاع الخاص في النظام الأساسي الصادر في الولاية القضائية ذات الصلة.
شركات شكلتها خطابات براءات الاختراع. معظم الشركات عن طريق رسائل براءات الاختراع هي الشركات الوحيدة وليس شركات كما هو مصطلح الفهم الشائع اليوم.
في اللهجة القانونية، مالكي الشركة عادة ما يشار إليها بأنها «أعضاء». في شركة محدودة الاسهم، وستكون هذه الأسهم. في شركة محدودة بضمان، وستكون هذه هي الضامنة.
بعض السلطات القضائية في الخارج قد خلقت أشكالاً خاصة من الشاطئ الشركة في محاولة لجذب الأعمال للدوائر أختصاصهم. ومن الأمثلة على ذلك «عازلة حافظة الشركات» والشركات المقيده الغرض.
غير أن هناك العديد والعديد من الفئات الفرعية من أنواع الشركات التي يمكن تشكيلها في مختلف النظم القانونية في العالم.
الشركات هي أيضا في بعض الأحيان الموقر لأغراض قانونية وتنظيمية بين الشركات العامة والشركات الخاصة. الشركات العامة والشركات التي يمكن أن تكون الأسهم للتداول العام، في كثير من الأحيان (وإن لم يكن دائما) على أساس منظم في البورصة. الشركات الخاصة لا تملك الأسهم للتداول العام، وغالبا ما تتضمن فرض قيود على نقل الأسهم. وفي بعض النظم القانونية، والشركات الخاصة قد أقصي عدد من المساهمين.
إلى شركاتٍ مساهمةٍ عامةٍ وشركات مساهمة خاصة ولا يُسأل الشريك في شركة المساهمة إلا بقدر حصته في رأس المال.
أما عن اقسام الشركات في الفقه الإسلامي فتنقسم إلى ثلاث أقسام:
1. شركة الإباحة.
2. شركة الملك.
3. شركة العقد.

## تأسيس الشركات
عرفت المجتمعات المختلفة على مر العصور فكرة الشركة، ففكرة الشركة ليست وليدة العصر الحديث. إلا ّ أنه نتيجة لتطور المشاريع الاقتصادية التي أصبحت كبيرة وبحاجة إلى رؤوس أموال ضخمة وأمام عجز الأفراد عن القيام بهذه المشاريع الاقتصادية الضخمة وإحجامهم عن تحمل عناء القيام بها كلٌّ وحده، ازدادت الحاجة إلى مختلف أنواع الشركات التي أصبحت تلعب دورا هاما في الحياة الاقتصادية للمجتمعات الحديثة. وأصبحت بذلك الأداة المثلى للنهوض الاجتماعي والاقتصادي، بل وتعاظمت هذه الأهمية لدرجة أصبحت معها الكثير من هذه الشركات تتمتع بإمكايات كبرى لا نجدهاإلا عند الدول. وشكلت هذه الشركات وخاصة التجارية منها قوة اقتصادية هامة مما اضطرت الدول إلى مراقبتها توجيهها بما يخدم المصلحة العامة. وسنت لهذا الغرض قوانين خاصة.

## أنواع الشركات
تنقسم الشركات من حيث طبيعة العمل الذي تقوم به إلى شركات مدنية وشركات تجارية، وتنقسم الشركات التجارية بدورها ومن حيث قيامها على الاعتبار الشخصي أو المالي إلى شركات أشخاص وشركات أموال وشركات ذات طبيعة مختلطة. والشركة التجارية وحدها هي التي تكتسب صفة التاجر، وتتحمل الالتزامات المترتبة على هذه الصفة وتخضع لنظام الإفلاس متى توقفت على تسديد ديونها التجارية.
أما الشركة المدنية فيمكن أن تتخذ أحد الأشكال الخاصة بالشركات التجارية كأن تنشأ في شكل شركة تضامن أو شركة توصية بسيطة أو شركة توصية بالأسهم أو شركة مساهمة أو شركة ذات مسؤولية محدودة.

### أنواع الشركات التجارية

#### شركات الأشخاص
هي الشركات التي تقوم على الاعتبار الشخصي، وتتكون أساسا من عدد قليل من الأشخاص تربطهم صلة معينة كالقرابة أو الصداقة، ويثق كل منهما في الآخر وفي قدرته وكفاءته، لذلك يترتب في الأصل على وفاة أحد الشركاء أو الحجر عليه أو إفلاسه أو انسحابه حل الشركة. ويشمل هذا النوع من الشركات ما يلي:
- شركة التضامن: هي النموذج الأمثل لشركات الأشخاص حيث يكون كل شريك فيها مسؤولا مسؤولية تضامنية، وفي جميع أمواله عن ديون الشركة كما يكتسب كل شريك فيها صفة التاجر.
- شركة التوصية البسيطة: وتتكون من فريقين من الشركاء: شركاء متضامنون يخضعون لنفس القوانين التي يخضع لها الشركاء في شركة التضامن، فيكونون مسؤولين مسؤولية تضامنية وغير محددة عن ديون الشركة ويكتسبون صفة التاجر، وشركاء موصون لا يسألون عن ديون الشركة إلا في حدود حصصهم، لا يكتسبون صفة التاجر ولا يشاركون في إدارة الشركة.
- شركة المحاصة: وهي شركة تجارية تنعقد بين شخصين أو أكثر يمارس أعمالها شريك ظاهر يتعامل مع الغير، بحيث تكون الشركة مقتصرة على العلاقة الخاصة بين الشركاء على أنه يجوز إثبات الشركة بين الشركاء بجميع طرق الاثبات، تتكون من طرفين وبغرض قضاء اشياء مشتركة.

#### شركات الأموال
هي شركات تقوم على اعتبار مالي ولا يكون فيها أثر لشخصية الشريك، فالعبرة هو ما يقدمه كل شريك من مال لهذا لا تتأثر الشركة بما قد يحصل للشريك من وفاة أو إفلاس أو غيرهما من أشكالها شركات المساهمة وهي الشركات التي يقسم رأس المال فيها إلى أسهم متساوية القيمة وقابلة للتداول بالطرق التجارية، الشركاء فيها لا تطلق عليهم تسمية التاجر ولا يسألون عن ديون الشركة إلا في حدود قيمة الأسهم التي شاركو بها.

#### الشركات المختلطة
هي شركات تقوم على الاعتبار المالي والشخصي في آن واحد وتشمل ما يلي:
- شركة التوصية بالأسهم: تتألف شركة التوصية بالاسهم من فئتين من الشركاء هما:

أ-شركاء متضامنون: لا يقل عددهم عن اثنين يسألون في اموالهم الخاصة عن ديون الشركة والالتزامات المترتبة عليها. ب-شركاء مساهمون: لا يقل عددهم عن ثلاثة، ويسأل كل شريك منهم بمقدار مساهمته عن ديون الشركة والتزاماتها.
- شركة ذات مسؤولية محدودة: ش.ذ.م.م. وأحيانا يكتفى باختصار ذ.م.م. (بالإنجليزية: Limited Liability Company أو LLC) وهي شركة تتألف من شخصين أو أكثر، وتكون مسؤولية الشريك فيها عن ديونها والالتزامات المترتبة عليها وخسائرها بمقدار حصته في رأس مالها. وتنتقل حصة الشريك إذا توفى إلى ورثته أو من يوصي لهم بأي حصة. ولا يزيد عدد الشركاء في هذه الشركة عن خمسين شريكاً.

يضاف إلى هذه الأنواع من الشركات نوعان لا تعرفهما معظم التشريعات العربية وهما الشركة ذات رأس المال المتغير والشركة التعاونية. ففي الشركة ذات رأسمال متغير يمكن لكل شركة - تضامن، توصية بسيطة، توصية بالأسهم أو مساهمة ذات مسؤولية محدودة - أن تنص في العقد أن رأسمالها قابل للتغيير فتصبح حينها شركة تضامن ذات رأسمال متغير أو شركة توصية ذات رأسمال متغير...إلخ
أما الشركات التعاونية فهي تقوم على مبدأ التعاون والتكافل والتضامن بين مجموعة من الأفراد بهدف خدمة مصالحهم وبجهودهم المشتركة لتحقيق الاغراض الآتية:
1. تخفيض ثمن تكلفة أو ثمن شراء أو ثمن بيع بعض المنتجات أو الخدمات وذلك بمزاولة الشركة أعمال المنتجين أو الوسطاء.
2. تحسين صنف المنتجات أو مستوى الخدمات التي تقدمها الشركة إلى الشركاء أو التي يقدمها هؤلاء إلى المستهلكين.

أي أنها شركة ذات رأس مال متغير وتصدر أسهماً قابلة للاسترداد من قبل الشركة ذاتها بسعر يتجدد وفقا لقيمة صافي موجوداتها المتداولة، وتلتزم الشركة في أي وقت باسترداد هذه الاسهم بناء على طلب المساهم وحسب الاسعار التي يجب على الشركة أن تعلنها كل اسبوع بمعرفة السوق.

## الأركان الموضوعية لعقد الشركة

### الأركان الموضوعية العامة لعقد الشركة
- الرضا: وهو التعبير عن إرادة المتعاقدين المتمثلة في الإيجاب والقبول ويجب أن يكون صحيحا خاليا من العيوب كالغلط والإكراه والتدليس. ونظرا لأن عقد الشركة يعتبر من التصرفات الدائرة بين النفع والضرر فإنه لا يكفي وجود الرضا لإبرام عقد الشركة، بل لابد أن يكون هذا الرضا صادرا عن ذي أهلية أي أن يكون أهلا لتصرف ° بلوغ سن 19 سنة كاملة 5 كما يجب أن يكون ممن لم يحجر عليهم بسبب سفه أو جنون.
- المحل: هو موضوع الشركة الذي يتمثل في المشروع المالي الذي يسعى الشركاء إلى تحقيقه، ويجب أن يكون هذا المحل ممكنا ومشروعا، وغير مخالف للنظام العام والآداب العامة.
- السبب: وهو الباعث الدافع على التعاقد، ويتمثل في تحقيق غرض الشركة المتمثل في استغلال مشروع مالي معين، يكمن الاختلاف بين المحل والسبب في كون محل الشركة أي موضوعها هو المشروع المالي، أما السبب هو استعمال المشروع بغرض تحقيق الربح شريطة أن يكون مشروعا في جميع الأحوال.

### الأركان الموضوعية الخاصة لعقد الشركة
- نية المشاركة: هو بذل الجهود والتعاون بين الشركاء على تحقيق غرض مشترك يتمثل في تحقيق الربح واقتسامه بين الشركاء، وقوام هذه النية يتمثل في ثلاثة عناصر:

1. إن الشركة لا تنشأ عرضا أو جبرا وإنما تنشأ بين أفراد لهم الرغبة في إنشاء هذا الشخص المعنوي، فهي في حالة إرادية قائمة على الثقة قصد تحقيق الهدف المنشود.
2. وجود تعاون إيجابي بين الشركاء من خلال اتخاذ كل المظاهر قصد تحقيق غرض الشركة كتقديم الحصص وتنظيم إدارة الشركة والإشراف عليها ومراقبة أعمالها، وقبول المخاطر المشتركة التي قد تعترض المشروع.
3. المساواة بين الشركاء في المراكز القانونية، فلا تكون بينهم علاقة التبعية بحيث يعمل أحدهم لحساب الآخر كما هو الحال في علاقات العمل إذ نجد تابع ومتبوع، بل يتعاون الجميع في العمل على قدمالمساواة قصد تحقيق الهدف المسطر من خلال الشخص المعنوي.

### الأركان الشكلية لعقد الشركة
- الكتابة:

يشترط في العقد الكتابة لصحته، وذلك حتى يسهل إثبات ما تضمنه من بيانات تهم الشركاء أنفسهم كما تهم الغير أي يتعامل مع هذه الشركة.
- التشهير :

إجراءات الشهر تتمثل في القيد بالسجل التجاري نشر ملخص العقد التأسيسي للشركة في النشرة الرسمية للإعلانات القانونية وكذلك نشر هذا الملخص في جريدة يومية.

## أسباب انقضاء الشركات

### الأسباب العامة
- انتهاء الأجل المحدد للشركة والغرض الذي قامت من أجله.
- هلاك مال الشركة.
- إتفاق الشركاء على إنهاء الشركة.
- إفلاس الشركة.
- حل الشركة بحكم قضائي.

### الأسباب الخاصة
- موت أحد الشركاء أو الحجر عليه أو إفلاسه.
- انسحاب أحد الشركاء من الشركة غير محددة المدة.